# Maurice de Rothschild
Pour les autres membres de la famille, voir Famille Rothschild.
Maurice de Rothschild, né le 19 mai 1881 à Boulogne-sur-Seine (France) et mort le 4 septembre 1957 à Pregny-Chambésy (Suisse), est un banquier, homme politique et collectionneur français.

## Biographie

Blason de la famille Rothschild

### Jeunesse
Second fils du baron Edmond de Rothschild (1845-1934) et de la baronne Adélaïde de Rothschild (1853-1935), il est né à Boulogne-Billancourt près de Paris où il grandit dans le château Rothschild de Boulogne. 
En 1904 et 1905, il effectue une expédition en Afrique orientale anglaise, qui lui permet d'effectuer des découvertes scientifiques sur des espèces rares de faune et de flore.
En 1907, Maurice hérite du château de Pregny (Suisse) et des collections appartenant à son grand-oncle Adolphe de Rothschild et Julie de Rothschild, de la branche de Naples, sans descendance.

### Première guerre mondiale
Il effectue son service militaire au 31e régiment d'infanterie de Melun. Il est mobilisé en 1914 au début de la première guerre mondiale comme son cousin Robert de Rothschild, il passe dans l'armée territoriale en 1915 comme interprète auprès de l'armée britannique, il est ensuite affecté à différents corps durant toute la guerre. Il évolue en grade en tant qu'interprète. Il est finalement démobilisé le 10 mars 1919.

### Entre-deux-guerres
En 1919, Maurice de Rothschild est élu conseiller général et député des Hautes-Pyrénées. Il siège alors à la Gauche républicaine démocratique. Battu en 1924, il se présente quelques mois plus tard à une législative partielle dans les Hautes-Alpes, où il est élu de justesse, dans un département où il est complètement inconnu. Un recours est intenté contre son élection, avec de graves accusations de corruption et de distribution massive d'argent aux électeurs. Une commission d'enquête est créée à la Chambre et son élection finit par être invalidée en 1926, après des débats très houleux. Il se représente et est réélu, passant à l'occasion des non-inscrits au groupe plus conservateur des députés indépendants. En 1929, il entre au Sénat, et y reste jusqu'en 1940.
Marié à Noémie Halphen, petite-fille d'Eugène Pereire, il est le père d'Edmond de Rothschild (1926-1997). Avant son mariage il eut une fille naturelle de
Maria Potocka-Podhajec-Pilawa (1878-1930), appelée Adelaïde Janina Zamoyska (Varsovie, 1920 - Lisbonne, 1946).
Il succède à son père dans la banque Rothschild Frères en 1934. Mécène et collectionneur d'art, il entre au conseil des Musées nationaux en 1935 et à l'Académie des beaux-arts le 13 février 1937. Il préside également la fondation ophtalmologique Adolphe-de-Rothschild.
Parmi les résidences dont il hérite ou qu'il acquiert : l'hôtel d'Adolphe de Rothschild au 45 rue de Monceau, l'hôtel d'Edmond de Rothschild au 41 rue du Faubourg Saint-Honoré, le château de Pregny, le haras de Champagné-Saint-Hilaire.

### Seconde Guerre mondiale et après
En juin 1940, grâce au consul Sousa-Mendes, il obtient un visa pour le Portugal puis fuit en Ecosse. Par décret du 6 septembre 1940, il est déchu de sa nationalité française comme fuyard par le régime de Vichy, une mesure annulée par le Gouvernement provisoire après la Libération.

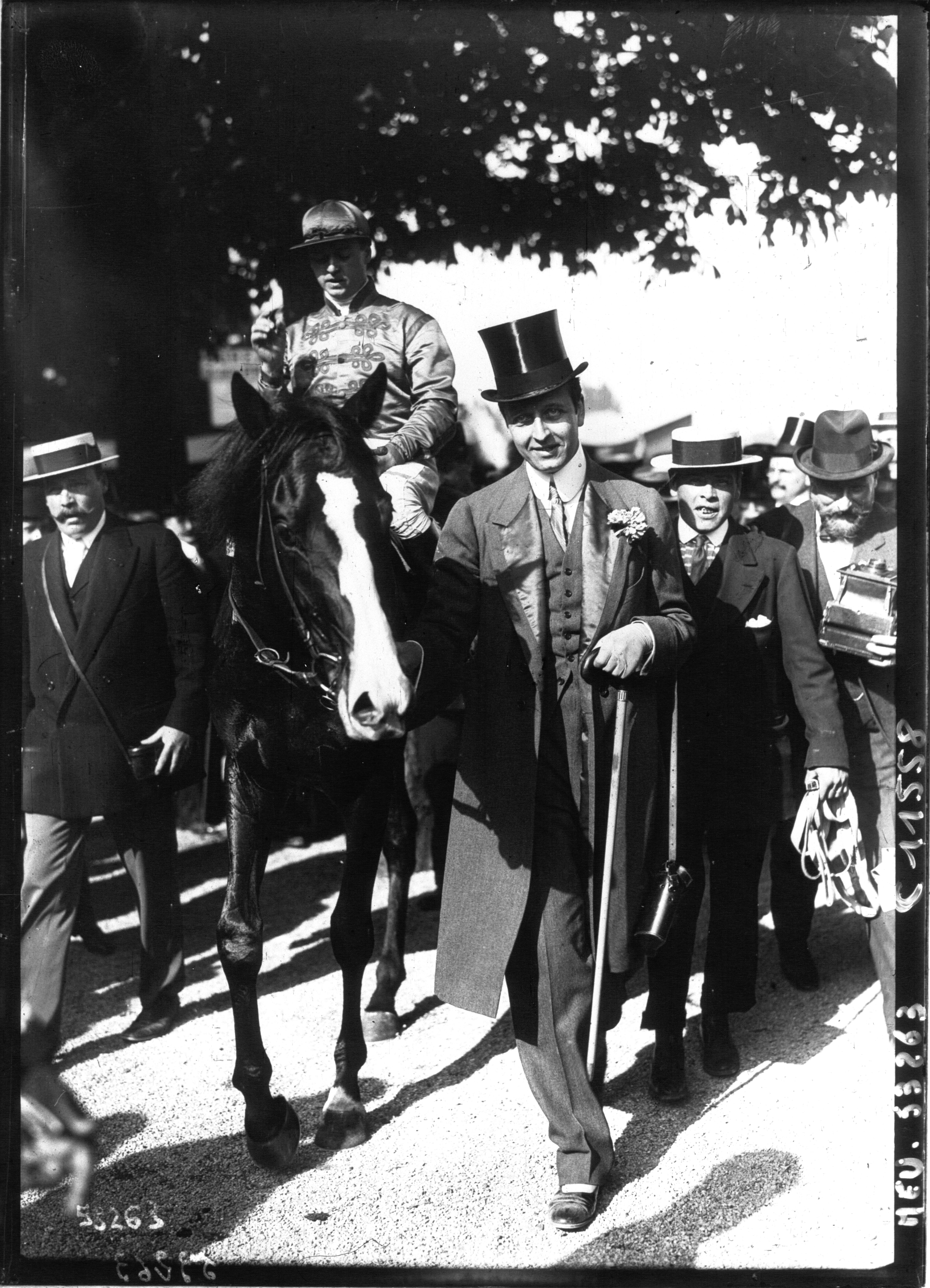
Le baron Maurice de Rothschild avec son cheval Sardanapale, gagnant du Grand Prix de Paris.
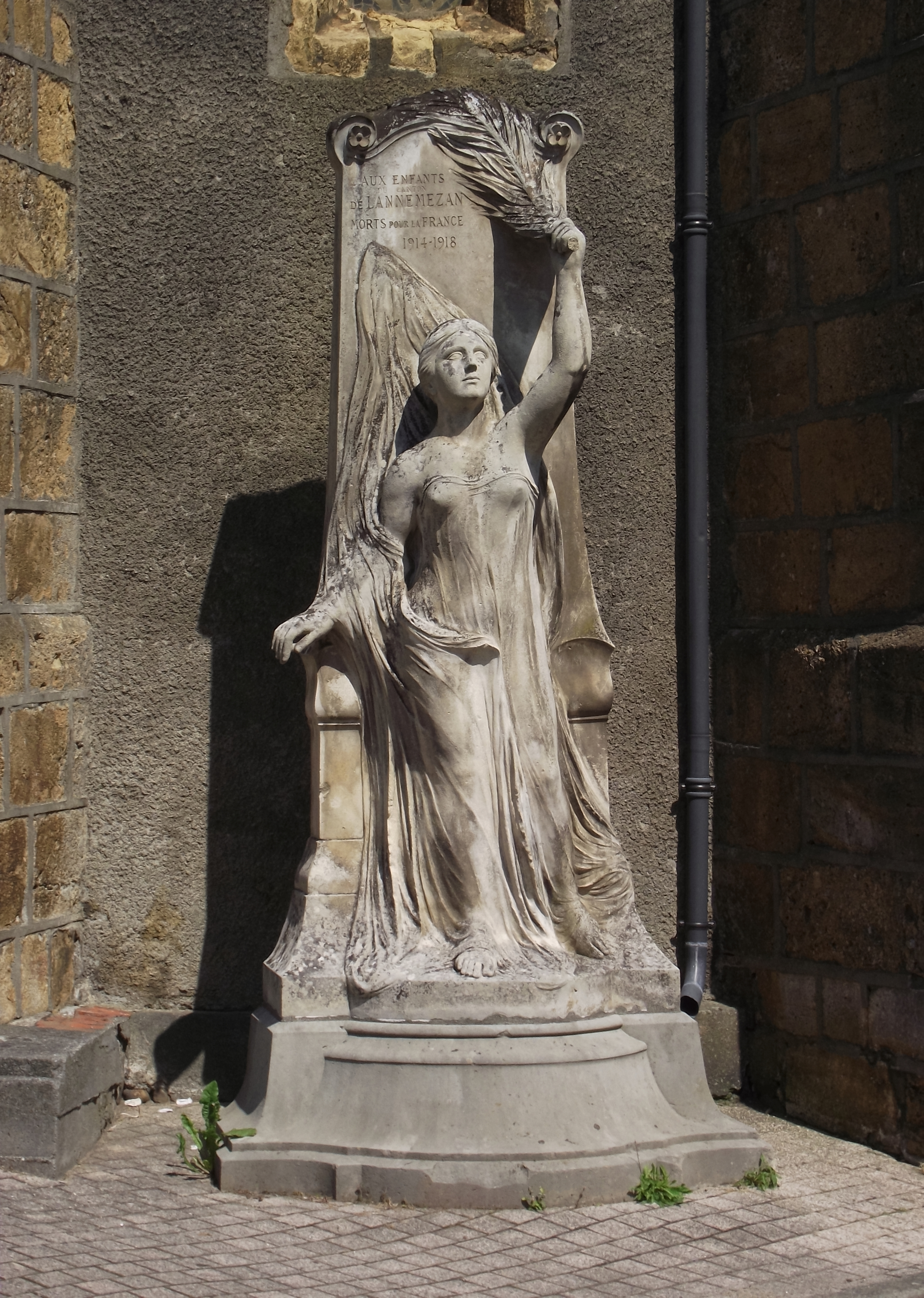
Le monument aux Morts offerts aux Lannemezanais en 1921 suscite un grand malaise. Un nouveau monument le reléguant est érigé en 1925 peu après la défaite politique du baron dans les Hautes-Pyrénées.